# Ефремовское духовное училище
Ефре́мовское духо́вное учи́лище — начальное учебное заведение Русской Православной Церкви, располагавшееся в Ефремове.

## История
По указу Святейшего Синода от 24 октября 1869 года в Ефремове 18 января 1870 года было открыто (переведено из Новосильского Свято-Духова монастыря) духовное училище.
Училище находилось в ведении Учебного комитета при Святейшем Синоде и правления Тульской духовной семинарии. Являлось четырёхгодичным низшим духовным учебным заведением для обучения детей священнослужителей, а по учебной программе соответствовало трём младшим классам классической гимназии.
18 июня 1918 года решением Ефремовского уездного исполкома преобразовано в мужскую гимназию (школу). В настоящее время — школа № 1.

## Известные люди
- Митрополит Евлогий (Георгиевский) — помощник смотрителя (1893—1894)
- Епископ Евгений (Мерцалов) — надзиратель училища